# Гёдекер, Кик
Кристиан Хендрик (Кик) Гёдекер (нидерл. Christiaan Hendrik "Kick" Geudeker; 21 января 1901, Амстердам — 14 ноября 1977, там же) — нидерландский футболист и журналист. В качестве футболиста играл на позициях полузащитника и нападающего за команды «Аякс», ПСВ и «Ксерксес».
Карьеру журналиста начинал в 1922 году в газете De Telegraaf, а затем работал спортивным редактором в социалистической газете Het Volk, где в 1929 году получил национальную известность благодаря расследованию убийства станционного смотрителя в Гиссен-Ньивкерке. В 1940 году покинул Het Volk и в том же году основал журнал Sport in en om Amsterdam, но он просуществовал два с половиной года и был запрещён. Позже писал для нелегальной Het Parool, став активным деятелем подполья во время оккупации Нидерландов. В 1945 году основал еженедельный журнал Sport, который после объединения с журналом Sportwereld с 1951 года издавался как Sport en Sportwereld. Он оставался владельцем и главным редактором Sport en Sportwereld до 1970 года, пока журнал не стал частью газеты Algemeen Dagblad.
В последние годы жизни был обозревателем газеты клуба АЗ'67. Почётный член «Аякса» и «Ксерксеса». Рыцарь ордена Оранских-Нассау.

## Личная жизнь
Кик родился в январе 1901 года в Амстердаме. Отец — Кристиан Хендрик Гёдекер, мать — Кристиана Бисхофф. Оба родителя были родом из Амстердама, они поженились в декабре 1897 года — на момент женитьбы отец работал плотником. В их семье воспитывалась ещё дочь Фредерика Филхелмина, родившаяся в 1899 году. 
Был женат дважды. В первый раз женился в возрасте двадцати пяти лет — его супругой стала 22-летняя Анна Мария Гетрёйда Гревен, уроженка Амстердама. Их брак был зарегистрирован 18 февраля 1926 года в Амстердаме. В июне того же года в Эйндховене родился сын по имени Кристиан Хендрик, а спустя год в Роттердаме родился второй сын — Фредерик Виллем. В октябре 1945 года супруги развелись. Во второй раз женился 21 декабря 1945 года, его супругой стала 33-летняя Клазина ван Стал, родившаяся в Гааге. Брак завершился разводом в августе 1971 года.
Умер 14 ноября 1977 года в Амстердаме в возрасте 76 лет.

## Статистика по сезонам
| Клуб | Сезон   | Чемпионат Нидерландов | Чемпионат Нидерландов | Кубок Нидерландов | Кубок Нидерландов | Итого | Итого |
| Клуб | Сезон   | Игры                  | Голы                  | Игры              | Голы              | Игры  | Голы  |
| ---- | ------- | --------------------- | --------------------- | ----------------- | ----------------- | ----- | ----- |
| Аякс | 1919/20 | 3                     | 0                     |                   |                   | 3     | 0     |
| Аякс | 1922/23 | 3                     | 1                     |                   |                   | 3     | 1     |
| Аякс | 1923/24 | 5                     | 4                     |                   |                   | 5     | 4     |
| Аякс | 1924/25 | 8                     | 6                     | 1                 | 5                 | 9     | 11    |
| Аякс | Итого   | 19                    | 11                    | 1                 | 5                 | 20    | 16    |